# Починок (Кировская область)
Почино́к — деревня в Верхошижемском районе Кировской области, входит в состав Калачиговского сельского поселения.

## География
Деревня расположена на высоте 194 м над уровнем моря.

## Население
| 2010 |
| ---- |
| 1    |